# The grillo
The Grillo es una banda de rock madrileña fundada en 2004, liderada por Guillermo G. Arévalo.

## Filosofía
Su principal característica y la que la diferencia de otras bandas, aparte de su música, es la forma que tienen de difundir su trabajo. Lo hacen a través de su página web  en internet de una forma libre y gratuita. 
Manteniendo su filosofía de "un grillo=una canción" con lo que pretenden que su música se difunda de una forma rápida. Al registrarse en su página web te dejan descargarte una canción de forma gratuita y por cada "grillo" que tú invites y se registre, te dejan bajarte otra, por lo que cuantos más grillos invites más gente conocerá su música y más canciones te podrás descargar.

## Componentes
- Guillermo G. Arévalo: Compositor, cantante y guitarrista.
- Juancho Guevara: Guitarrista.
- Raúl Moreta: Bajista.
- Carlos G-Pastrana: Batería.

## Discografía
THE GRILLO
PIRATA
DANDO VUELTAS

## The Grillo en la prensa
- En el periódico ABC 

## Actuaciones
Aparte de sus conciertos, The Grillo ha sido telonero y colaborado con diversos artistas importantes del panorama musical. 
- (16/07/09) THE GRILLO actuó en el evento Red Bull Xfighters en Las Ventas de Madrid.

- (17/11/06) THE GRILLO teloneros de La Fuga en Granada.

- (09/07/06) THE GRILLO como teloneros de Pereza en Gijón.

- (05/05/06) THE GRILLO actuó en Mediatic Festival en Alicante.

- (20/05/06) THE GRILLO con Sidonie en Bilbao.

- (30/11/05) THE GRILLO actuó con Iván Ferreiro y con Quique González en la Sala Heineken de Madrid.

## Otras colaboraciones
Guillermo ha elaborado la banda sonora para el cómic de Fernando Alonso para PSP, también ha compuesto para: [cita requerida]
- Para la lucha contra la violencia de género: “Hay que volver a empezar”
- Stevei Zei:“Fade away blues”
- Vargas Blues Band: "How verso are you?"
- "Voy con un par" con Ariel Rot.
- Datos: Q6145575